# 謝飛
謝 飛（シェ・フェイ、1942年8月14日 - ）は、中国の映画監督。北京電影学院を卒業して、後年に同院の副学長をつとめる。

## 人物
ベルリン国際映画祭においては、1990年の第40回ベルリン国際映画祭で『黒い雪の年』が銀熊賞、1993年の第43回ベルリン国際映画祭で『香魂女 湖に生きる』が最高賞の金熊賞を受賞したほか、2001年の第51回ベルリン国際映画祭で審査員をつとめた。

## フィルモグラフィ
- 『蕭蕭』 - 湘女蕭蕭（1986年、監督）
- 『黒い雪の年』 - 本命年（1990年、監督、銀熊賞受賞）
- 『香魂女 湖に生きる』 - 香魂女（1993年、監督・脚本、金熊賞受賞）
- 『草原の愛 モンゴリアン・テール』 - 黑駿馬（1995年、監督）
- 『チベットの女 イシの生涯』 - 益西卓瑪（2000年、監督）